# SuperM
SuperM (koreanska: 슈퍼엠) är ett sydkoreanskt pojkband bildat 2019 av SM Entertainment i samarbete med Capitol Music Group. SuperM samlar sju artister från fyra av SM Entertainments redan etablerade pojkband: Taemin från Shinee, Baekhyun och Kai från Exo, Taeyong och Mark från NCT 127, samt Ten och Lucas från WayV. Gruppen debuterade 4 oktober 2019 med EP:n SuperM, som nådde första plats på den amerikanska albumlistan Billboard 200.

## Historia

### 2019: Bakgrund och debut
SM Entertainment inledde ursprungligen sitt samarbete med Capitol Records under marknadsföringen av SM Entertainments grupp NCT 127 i USA. Bägge parter ansåg det fanns potential i att marknadsföra k-pop på den amerikanska marknaden, och efter ett inledande förslag från Capitol började SM arbetet med att skapa en ny grupp för ändamålet. SM:s grundare Lee Soo-man valde personligen ut sju artister från SM:s redan etablerade pojkband, och 7 augusti 2019 presenterade Capitol Music Groups Steve Barnett och Lee Soo-man den nybildade gruppen SuperM vid Capitol Congress i Los Angeles. De beskrev konceptet för SuperM som en k-poppens motsvarighet till superhjältegruppen Avengers, syftande på att medlemmarna är aktiva i och framgångsrika med sina egna respektive grupper, men kan samlas i SuperM för att kombinera sina talanger i en supergrupp. Bokstaven M i gruppens namn är också avsedd att återspegla detta koncept, betecknande Matrix och Master.
Av de sju medlemmarna i gruppen är Taemin den med längst karriär. Han debuterade med Shinee 2008 och har från 2014 även varit verksam som soloartist. Baekhyun och Kai inledde sina karriärer med Exo 2012, och Baekhyun släppte sitt första soloalbum 2019. De fyra övriga medlemmarna är kända från gruppen NCT och dess undergrupper. Taeyong och Mark är huvudsakligen aktiva i den Seoulbaserade undergruppen NCT 127 medan Ten och Lucas huvudsakligen förknippas med NCT:s kinesiska undergrupp WayV. Taeyong, Mark och Ten debuterade alla i NCT under 2016 och Lucas två år senare 2018.
Gruppens debut-EP SuperM och singeln "Jopping" utkom 4 oktober 2019. EP:n toppade den amerikanska albumlistan Billboard 200 med motsvarande 168 000 sålda album under veckan 4–10 oktober, vilket gjorde SuperM till den första k-popgruppen som debuterat som etta på Billboard 200. SuperM höll sitt första framträdande utanför Capitol Records Building i Hollywood 5 oktober 2019 och gjorde sin TV-debut i The Ellen DeGeneres Show 9 oktober. "Jopping" utsågs till en av årets bästa k-poplåtar av amerikanska Billboard, brittiska Dazed och Hong Kong-baserade South China Morning Post. BuzzFeed utnämnde musikvideon till en av årets bästa k-popvideor.
I samarbete med flygbolaget Korean Air gjorde SuperM och sångerskan BoA en säkerhetsvideo som togs i bruk på Korean Airs plan från 4 november 2019. Musiken från videon gavs ut som singeln "Let’s Go Everywhere" 18 november 2019. Intäkterna från singeln går till Global Citizen-rörelsens arbete mot extrem fattigdom.

### 2020:Super One
Turnén We Are the Future Live inleddes i november 2019 och fokuserade huvudsakligen på USA, men inkluderade även konserter i Kanada, Mexico, Storbritannien och Frankrike fram till och med februari 2020. Coronaviruspandemin avbröt turnén innan en konsert som var avsedd att hållas i Japan i april. 18 april 2020 medverkade SuperM i den virtuella konserten "One world: Together at Home", som arrangerades av WHO och Global Citizen för att stödja sjukvårdspersonal under pandemin. SuperM framförde den dittills outgivna låten "With You" under evenemangets inledande sändning.
SM Entertainments och den sydkoreanska sökmaskinen Navers tjänst för livestreamade konserter, Beyond Live, hade premiär 26 april 2020 med SuperM:s konsert "Beyond the Future". Under konserten framförde gruppen för första gången material från sitt kommande album, inkluderande låten "Tiger Inside".
I augusti 2020 meddelade SuperM att gruppens första studioalbum Super One utkommer 25 september. Innan utgivningen släpps två singlar från albumet: "100" släpptes 14 augusti och följs av "Tiger Inside" 1 september.

## Medlemmar
| Artistnamn   | Artistnamn | Födelsenamn                 | Födelsenamn              | Födelsedatum     | Födelseplats | Relaterade grupper       |
| Romanisering | Koreanska  | Romanisering                | Koreanska/thai/kinesiska | Födelsedatum     | Födelseplats | Relaterade grupper       |
| ------------ | ---------- | --------------------------- | ------------------------ | ---------------- | ------------ | ------------------------ |
| Baekhyun     | 백현       | Byun Baek-hyun              | 변백현                   | 6 maj 1992       | Sydkorea     | Exo                      |
| Taemin       | 태민       | Lee Tae-min                 | 이태민                   | 18 juli 1993     | Sydkorea     | Shinee                   |
| Kai          | 카이       | Kim Jong-in                 | 김종인                   | 14 januari 1994  | Sydkorea     | Exo                      |
| Taeyong      | 태용       | Lee Tae-yong                | 이태용                   | 1 juli 1995      | Sydkorea     | NCT 127 (NCT)            |
| Ten          | 텐         | Chittaphon Leechaiyapornkul | ชิตพล ลี้ชัยพรกุล             | 27 februari 1996 | Thailand     | WayV (NCT)               |
| Lucas        | 루카스     | Wong Yuk-hei                | 黄旭熙                   | 25 januari 1999  | Hong Kong    | WayV (NCT)               |
| Mark         | 마크       | Mark Lee                    | —                        | 2 augusti 1999   | Kanada       | NCT 127, NCT Dream (NCT) |

## Diskografi

### EP
- 2019 – SuperM

### Singlar
- 2019 – "Jopping"
- 2019 – "Let's Go Everywhere"
- 2020 – "100"